# 多茲維爾 (密西西比州)
多茲維爾（英語：Doddsville）是位於美國密西西比州森弗勞爾縣的城鎮。

## 人口
根據2020年美國人口普查的數據，多茲維爾的面積為1.99平方千米，皆為陸地。當地共有人口69人，而人口密度為每平方千米35人。